# Виленский округ
Виленский округ (пол. Okręg wileński) — административный район, созданный в составе Гражданской администрации восточных территорий 7 июня 1919 года.
В состав Виленского округа входили следующие поветы: Виленский, Тракайский, Ошмянский, Швенчёнский, Лидский, Гродненский и Новогрудский.
31 октября 1919 года Браславский повет был включен в состав Виленского округа.
6 ноября 1919 года Дисенский повет (с временным местопребыванием в городе Глубокое) был присоединен к Виленскому округу.

## Демография
В декабре 1919 года в районе проживало 1 633 504 человека. Крупнейшими городами были: Вильнюс (128 954 жителей), Гродно (28 165 жителей) и Лида (11 365 жителей). На территории района было также 23 497 других городов, в 3 из которых проживало 5-10 000 жителей. жителей, а в 48 насчитывалось 1-5 тыс. человек. жителей.

## Образование
В Виленском повете в 1919/1920 учебном году было 929 начальных школ, 26 средних школ, 13 ремесленных училищ, 4 учительские семинарии и 56 курсов. Всего школу посещал 80 481 ребенок и работало 2 173 учителя. В марте 1920 года насчитывалось 859 школ с преподаванием на польском языке и 968 школ с преподаванием на других языках.

## Подробное административное деление
| Повет | Площадь повета (км²) | Численность населения |  | Центр поветов | Численность населения центров поветов |
| --- | -------------------- | --------------------- |  | ------------- | ------------------------------------- |
| Виленский округ |                      |                       |  |               |                                       |
| Браславский повет ² | 2590                 | 82.513                |  | Браслав       | 1.235                                 |
| Дисенский повет ³ | 5779                 | 193.263               |  | Глубокое      | ?                                     |
| Гродненский повет | 4264                 | 127.252               |  | Гродно        | 28.165                                |
| Лидский повет | 5605                 | 186.060               |  | Лида          | 11.365                                |
| Новогрудский повет | 2445                 | 95.907                |  | Новогрудок    | 5.096                                 |
| Ошмянский повет | 6885                 | 189.390               |  | Ошмяны        | 3.442                                 |
| Швенчёнский повет | 4826                 | 139.692               |  | Швенчёнис     | 3.900                                 |
| Тракайский повет | 4160                 | 92.831                |  | Тракай        | 1.886                                 |
| Вилейский повет ¹ | 6185                 | 213.424               |  | Вилейка       | 5.893                                 |
| Виленский повет | 5727                 | 313.172               |  | Вильно        | 128.954                               |
| Вильно (город) | ?                    | 128.954               |  | Вильно        | 128.954                               |
| ¹ Браславский повет был зарегистрирован с июля по сентябрь 1919 года                                                                                                 |                      |                       |  |               |                                       |
| ² Учрежден 31 августа 1919 года (Законодательный вестник ZCZW от 1919 г., № 25, ст. 257)                                                                             |                      |                       |  |               |                                       |
| ³ Вступил 6 ноября 1919 года (Законодательный вестник ZCZW от 1919 г., № 26, поз. 275)                                                                               |                      |                       |  |               |                                       |
| 4 1 августа 1919 года часть Новогрудского повята была преобразована в Барановицкий повят Брестского округа (Законодательный вестник ЗЧВ от 1919 г., № 19, поз. 172). |                      |                       |  |               |                                       |